# Monkstown (Dublin)
Pour les articles homonymes, voir Monkstown.
Monkstown (en irlandais : Baile na Manach), historiquement connue comme Carrickbrennan (en irlandais : Carraig Bhraonáin), est une banlieue au sud de Dublin, située dans le Dun Laoghaire-Rathdown, en Irlande. Elle se trouve sur la côte, entre Blackrock et Dún Laoghaire.
Le secteur de Carrickbrennan forme la majeure partie de la paroisse civile de Monkstown.

## Histoire
Une église a été construite à Carrickbrennan (comme Monkstown était alors appelée) avant le VIIIe siècle, et dédiée à Saint Mochonna, évêque d'Inispatrick ou Holmpatrick par Skerries. La grange de Carrickbrennan, autrement dit Monkstown, a été attribuée par le roi aux moines cisterciens de l'abbaye de Saint-Mary, à Dublin, en 1200. Les moines ont construit leur grange près de l'église et le village a grandi autour d'elle. Les terres dont elle faisait partie s'étendaient jusqu'au sud du port de Bulloch, à la périphérie de Dalkey, où les moines ont construit un port de pêche protégé par un château.
En 1539, le roi Henry VIII a attribué les terres de Monkstown à Sir John Travers, maître de l'artillerie en Irlande. John Travers a vécu dans son château à Monkstown de 1557 à sa mort en 1562 (il est enterré dans le cimetière de Carrickbrennan) lorsque la propriété est passée à James Eustace 3e vicomte Baltinglass par son mariage avec Mary Travers. 
En 1580, le château a été utilisé comme place forte de la rébellion, après quoi il a été attribué à Sir Henry Wallop, vice-trésorier d'Irlande. Les terres ont ensuite été rendues à Mary, la veuve Lady Baltinglass qui a ensuite épousé Gerald Alymer. À sa mort en 1610, le château a été transféré à la famille Chevers par le mariage de la sœur de Mary Travers, Catherine, avec John Chevers. La propriété a été transmise directement à son deuxième fils Henry Chevers qui a épousé Catherine, fille de Sir Richard Fitzwilliam. Henry et Catherine Chevers y ont vécu avec leurs quatre enfants (Walter, Thomas, Patrick, Margaret).
À la mort d'Henry en 1640, le château et les terres ont été transmis à Walter Chevers. Walter et sa famille ont reçu l'ordre de quitter Monkstown pour Killyan, comté de Galway, en 1653 par les commissaires de Cromwell. En 1660, Walter Chevers a été rétabli dans son domaine au château de Monkstown, jusqu'à sa mort survenue le 20 décembre 1678. Il a été enterré à Mountoun (Monkstown), deux jours plus tard, le 22.
Monkstown a ensuite été achetée par l'archevêque d'Armagh, Michael Boyle, et son fils Murrough Boyle, 1er vicomte Blesington qui ont agrandi le château, en faisant l'une des plus belles résidences de la région. 
Jusqu'en 1800 environ, Monkstown était une zone rurale de campagne ouverte, parsemée çà et là de grandes maisons appartenant aux marchands de Dublin. Monkstown Church (Église d'Irlande) avait déjà été construite - mais était plus petite que l'église actuelle.
Les deux petites rivières locales se rejoignent dans la zone maintenant appelée Pakenham Road. La rivière connue sous le nom de Micky Briens prend sa source à Sallynoggin. Un lac à côté du château de Monkstown possédait une petite île. Le littoral était déchiqueté et rocheux, avec un port s'étendant sur 100 mètres à l'intérieur des terres, à l'embouchure des rivières susmentionnées, adjacent à la zone maintenant occupée par le West Pier. Dún Laoghaire (alors appelé Dunleary, puis Kingstown) était alors un petit groupe de maisons dans la zone de Purty Kitchen, et la zone actuelle de Dún Laoghaire était une zone d'affleurements rocheux qui sont devenus  des carrières.
Le 18 novembre 1807 fut une nuit de catastrophes pour le sud de Dublin. Au cours d'une terrible tempête, deux voiliers, le Rochdale et le Prince de Galles, ont été projetés sur les rochers, l'un à Seapoint et l'autre à Blackrock. Environ 400 vies au total ont été perdues cette nuit-là, beaucoup d'entre elles ont échoué sur le rivage à Monkstown. La catastrophe a été l'un des facteurs qui ont conduit à la construction du port de Dún Laoghaire. La plupart des victimes ont été enterrées dans le cimetière de Carrickbrennan.
La construction du port de Dún Laoghaire a donné une impulsion à la région et Montpelier Terrace a été la première des nombreuses esplanades construites dans la région. 
L'arrivée du chemin de fer en 1837 a encore eu un impact beaucoup plus important. Cela a changé la physionomie de la côte et a conduit Monkstown à devenir une banlieue de Dublin. La plupart des maisons le long de Monkstown Road et des avenues au nord de cette route ont été construites au cours des 30 années qui ont suivi. Les cartes de 1870 montrent que cette phase est terminée mais le reste de Monkstown se compose de manoirs entourés de vastes jardins. 

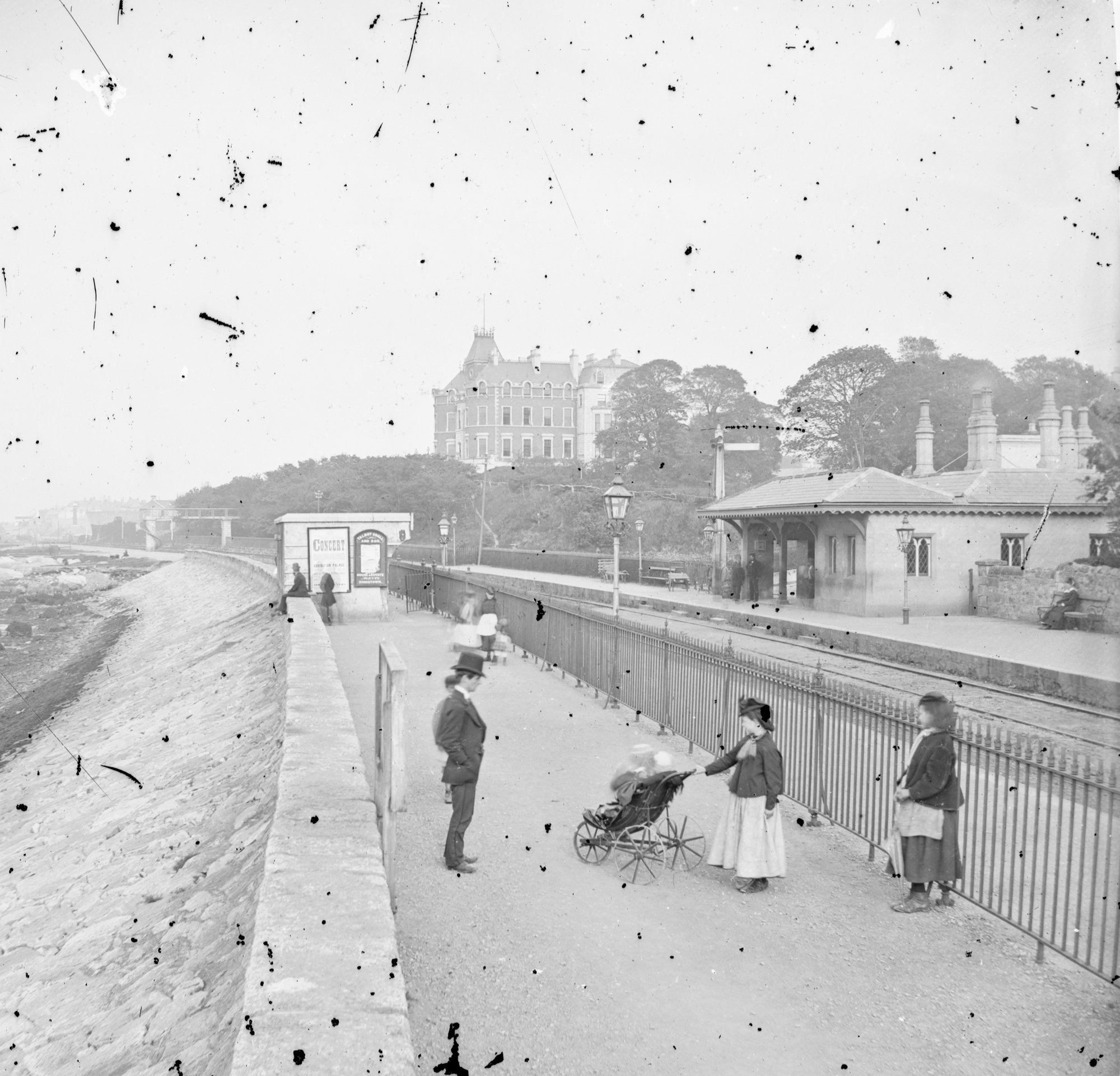
Salthill et la gare de Monkstown construits par le Dublin and Kingstown Railway.

Au cours des 50 années suivantes, il y a eu peu de changements. Les développements d'après-guerre de Castle Park, Richmond, Windsor... et les développements plus récents de Brook Court, Monkstown Valley et Carrickbrennan Lawn montrent que les possibilités de développement sont restreintes.
Les journaux intimes du révérend John Thomas Hynes (1799-1868), un évêque catholique qui se retira à Monkstown en 1861-1868, fournissent un aperçu précieux de la vie quotidienne à Monkstown à cette époque. Hynes a vécu à Bloomwood, Monkstown Avenue (plus tard rebaptisée Carrickbrennan Road), et a ensuite déménagé à Uplands, The Hill, Monkstown. Les Hynes Diaries racontent des détails tels que l'arrivée de l'éclairage au gaz, les installations postales et de voyage, les affaires de l'église et de nombreux potins locaux. Les journaux de Hynes sont désormais conservés à Melbourne, mais le texte intégral a été mis en ligne.

## Constructions remarquables

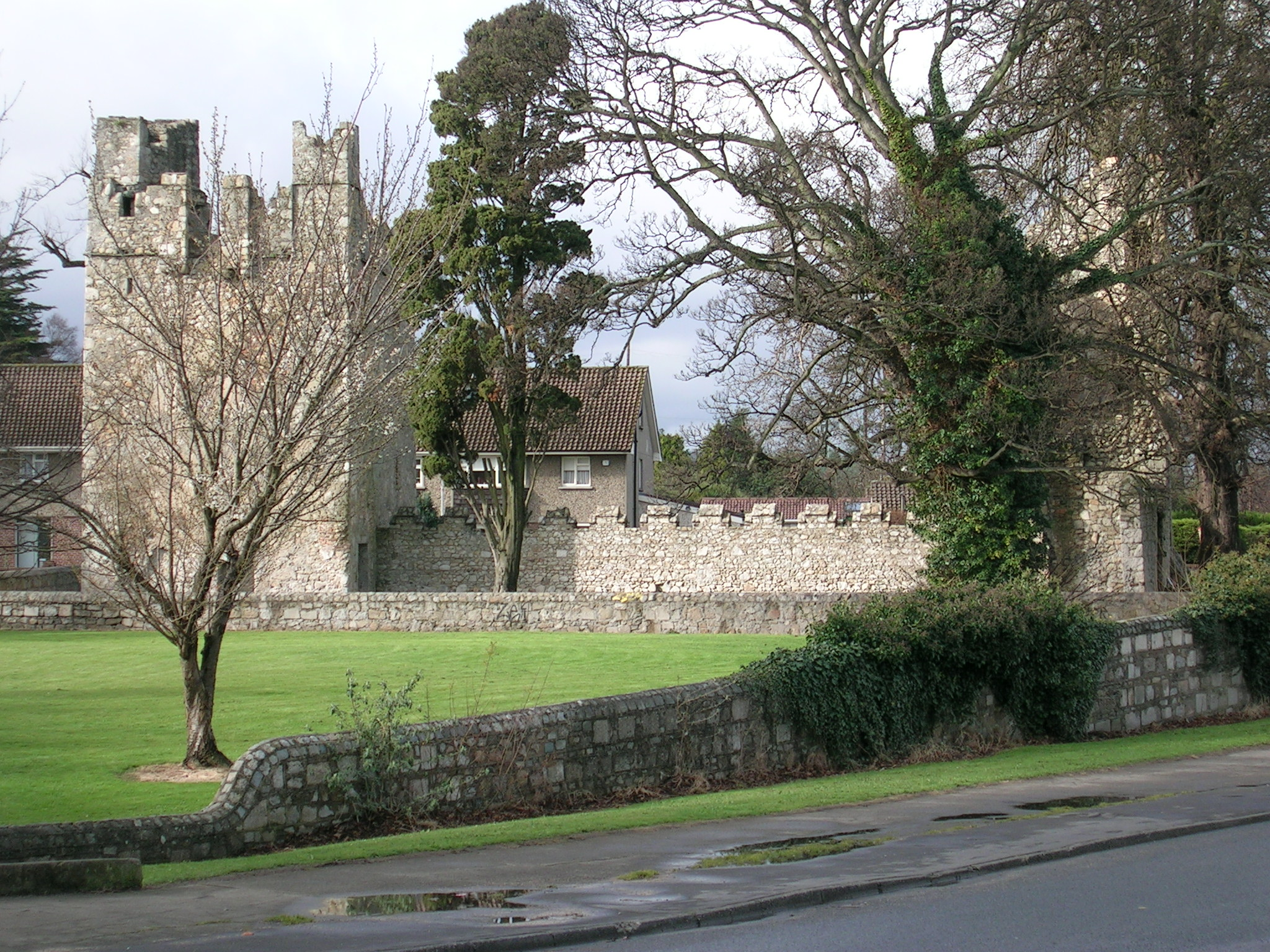
Monkstown Castle, vu de l'Est.

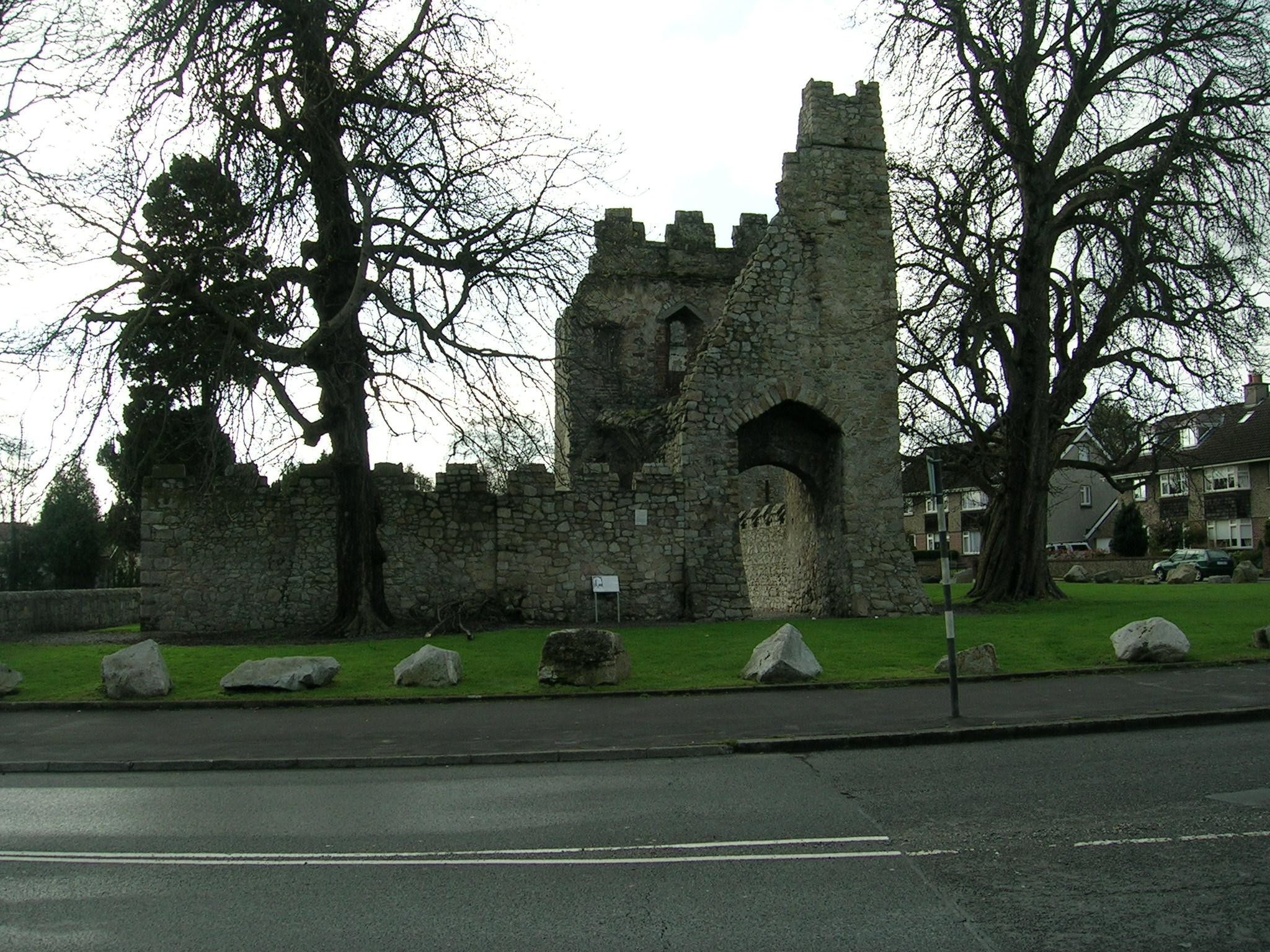
Monkstown Castle, vu du Nord.